# Exotic Birds and Fruit
Albums de Procol Harum
Grand Hotel
(1973) Procol's Ninth
(1975)
Singles
1. Nothing but the Truth
Sortie : mars 1974
2. As Strong as Samson
Sortie : janvier 1976

Exotic Birds and Fruit est le septième album studio du groupe britannique de rock Procol Harum. Il est sorti en 1974 sur le label Chrysalis Records.
La pochette de l'album est une toile du peintre britannique d'origine hongroise Jakob Bogdani (en) (1658-1724).

## Fiche technique

### Chansons
Toutes les paroles sont écrites par Keith Reid (en), toute la musique est composée par Gary Brooker.
| 1. | Nothing but the Truth | 3:13 |
| 2. | Beyond the Pale       | 3:03 |
| 3. | As Strong as Samson   | 5:05 |
| 4. | The Idol              | 6:38 |

| 5. | The Thin End of the Wedge | 3:44 |
| 6. | Monsieur R. Monde         | 3:40 |
| 7. | Fresh Fruit               | 3:05 |
| 8. | Butterfly Boys            | 4:25 |
| 9. | New Lamps for Old         | 4:07 |

La réédition parue chez Salvo Records en 2009 inclut deux chansons supplémentaires :
| 10. | Drunk Again (face B du single Nothing but the Truth) | 4:31 |
| 11. | As Strong as Samson (version single)                 | 3:46 |

### Musiciens

#### Procol Harum
- Gary Brooker : chant, piano
- Alan Cartwright (en) : basse
- Chris Copping (en) : orgue Hammond
- Mick Grabham (en) : guitare
- Keith Reid (en) : paroles
- B. J. Wilson : batterie

#### Musicien supplémentaire
- B. J. Cole (en) : pedal steel guitar sur As Strong as Samson